# Гайдишкес
Гайдишкес (также Петуховы, Петухово, рус. дореф. Пҍтухова, лит. Gaidiškės, пол. Pietuchowo) — бывшая деревня в Лентварском старостве, в Тракайском районе Вильнюсского уезда Литвы. С 1981 года входит в состав Лентвариса.

## История
Деревня Гайдишкес (Петухово) встречается на старых картах 1860 года, под старым русским названием Пҍтухова. В 1981 году деревня была включена в состав соседнего города Лентварис.

## Население
| 1905                           | 1923 | 1959 | 1970 |
| ------------------------------ | ---- | ---- | ---- |
| 89                             | 218  | 644  | 781  |
| Гистограмма динамики населения |      |      |      |